# نیلور (جورجیا)
نیلور (به انگلیسی: Naylor) یک منطقهٔ مسکونی در ایالات متحده آمریکا است که در شهرستان لاندس، جورجیا واقع شده‌است. نیلور ۱۱۱ نفر جمعیت دارد.